# Paço da Ribeira

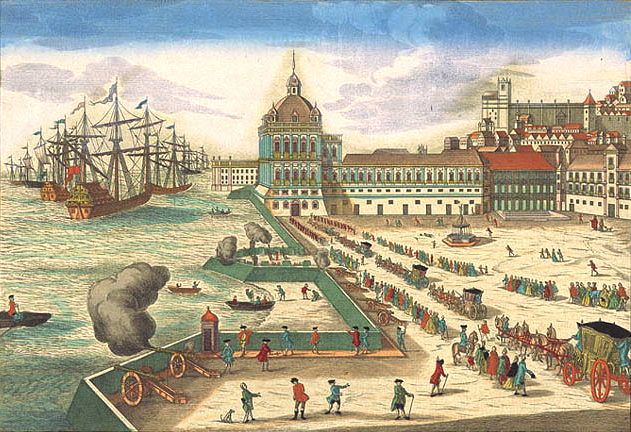
Paço da Ribeira

Der Paço da Ribeira (deutsch Palast am Ufer) war das Königliche Stadtschloss (portugiesisch Paço), das am Ufer (portugiesisch Ribeira) des Tejo in der portugiesischen Hauptstadt Lissabon gelegen war. Unter Manuel I. wurde es in den Jahren 1500 bis 1511 im Stil der Manuelinik erbaut.
Nach Erlöschen des Hauses Avis erhielt Philipp II., Ehemann von Maria von Portugal, einen spanischen Erbanspruch auf das Königreich Portugal. Er ließ 1580 das Gebäude im Stil des Manierismus nach Entwürfen von Filippo Terzi umgestalten.
Die königliche Bibliothek (Biblioteca Real, heute Biblioteca da Ajuda) mit über 70.000 Büchern und Malereien von Tizian, Rubens und Correggio  befanden sich im Königlichen Stadtschloss. 1755 zerstörte das verheerende Erdbeben von Lissabon das Stadtschloss. An seiner Stelle befindet sich heute die Praça do Comércio (deutsch Platz des Handels).